# Пребадиште
Пребадиште, Пребдиште или Прибодиште (грч. Σωσάνδρα, Сосандра) је насељено место у општини Меглен у периферији Средишња Македонија, Грчка. Према попису из 2021. године било је 1.008 становника.
Бугарски академик и лингвиста  Иван Дуриданов бележи да је Пребадиште патроним личног имена Прѣбѫдъ, да је добило назив по словенском кнезу Пребонду. Према предању име је добило од речи преп’д’но што на локалном говору значи гоњено, јер су мештани често мењали локацију села у прошлости.
Према бугарском географу и историчару, Василу Канчову, у Пребадишту је 1900. године живело 1.080 Словена муслимана и 250 Словена хришћана. Већи део мештана је током 18. века због притиска и веће сигурности за живот прешао на ислам. Године 1924. муслиманско становништво је принудно исељено у Турску а на њихово место су насељене грчке избегличке породице из Турске, укупно 487 особа. На попису из 1940. године Пребадиште је имало 1.178 становника, од чега 505 Словена и 673 Грка.